# Семенівська сільська рада (Білогірський район)
49°56′41″ пн. ш. 26°24′01″ сх. д. / 49.94472° пн. ш. 26.40028° сх. д.
Семенівська сільська́ ра́да — колишній орган місцевого самоврядування, територія якої відносилась до складу ліквідованого Білогірського району Хмельницької області, Україна. Центром сільради є село Семенів. Рада утворена у 1991 році. У 2020 році приєднана до складу Білогірської селищної громади.

## Основні дані
Сільська рада розташована у південній частині Білогірського району, на південь від районного центру Білогір'я, на кордоні із Теофіпольським районом.
Населення сільської ради становить — 686 осіб (2001). Загальна площа населених пунктів — 2,52 км², сільської ради, в цілому — 26,92 км². Середня щільність населення — 25,48 осіб/км².

### Населення
Зміна чисельності населення за даними переписів і щорічних оцінок:
| Роки      | 1986  | 2001 | 2010 | 2011 |
| --------- | ----- | ---- | ---- | ---- |
| Населення | 1 720 | ▼686 | ▼569 | ▼562 |

## Адміністративний поділ
Семенівській сільській раді підпорядковується 2 населених пункти, села:
- Семенів
- Новосеменів

## Господарська діяльність
Основним видом господарської діяльності населених пунктів сільської ради є сільськогосподарське виробництво. Воно складається із ТОВ «Маяк» (с. Денисівка), ФГ «Нестер», фермерських (одноосібних) та індивідуальних присадибних селянських господарств. Основним видом сільськогосподарської діяльності є вирощування зернових (пшениця, ячмінь, жито, кукурудза), технічних культур та виробництво м'ясо-молочної продукції; допоміжним — вирощування овочевих культур.
На території сільради працює три магазини, загально-освітні школи: I–III ст., сільський клуб, фельдшерсько-акушерський пункт (ФАП), Семенівське поштове відділення, АТС.
На території сільради діє православна церква Української православної церкви.

## Автошляхи та залізниці
Протяжність комунальних автомобільних шляхів становить 15,0 км, з них:
- із твердим покриттям — 5,0 км;
- із ґрунтовим покриттям — 10,0 км.

Протяжність автомобільних шляхів загального користування — 30 км.
Найближча залізнична станція: Суховоля (смт Білогір'я), розташована на залізничній лінії Шепетівка-Подільська — Тернопіль.

## Річки
Територією сільської ради тече річка Семенівка, права притока річки Полкви (басейн Горині).